# Stahl House

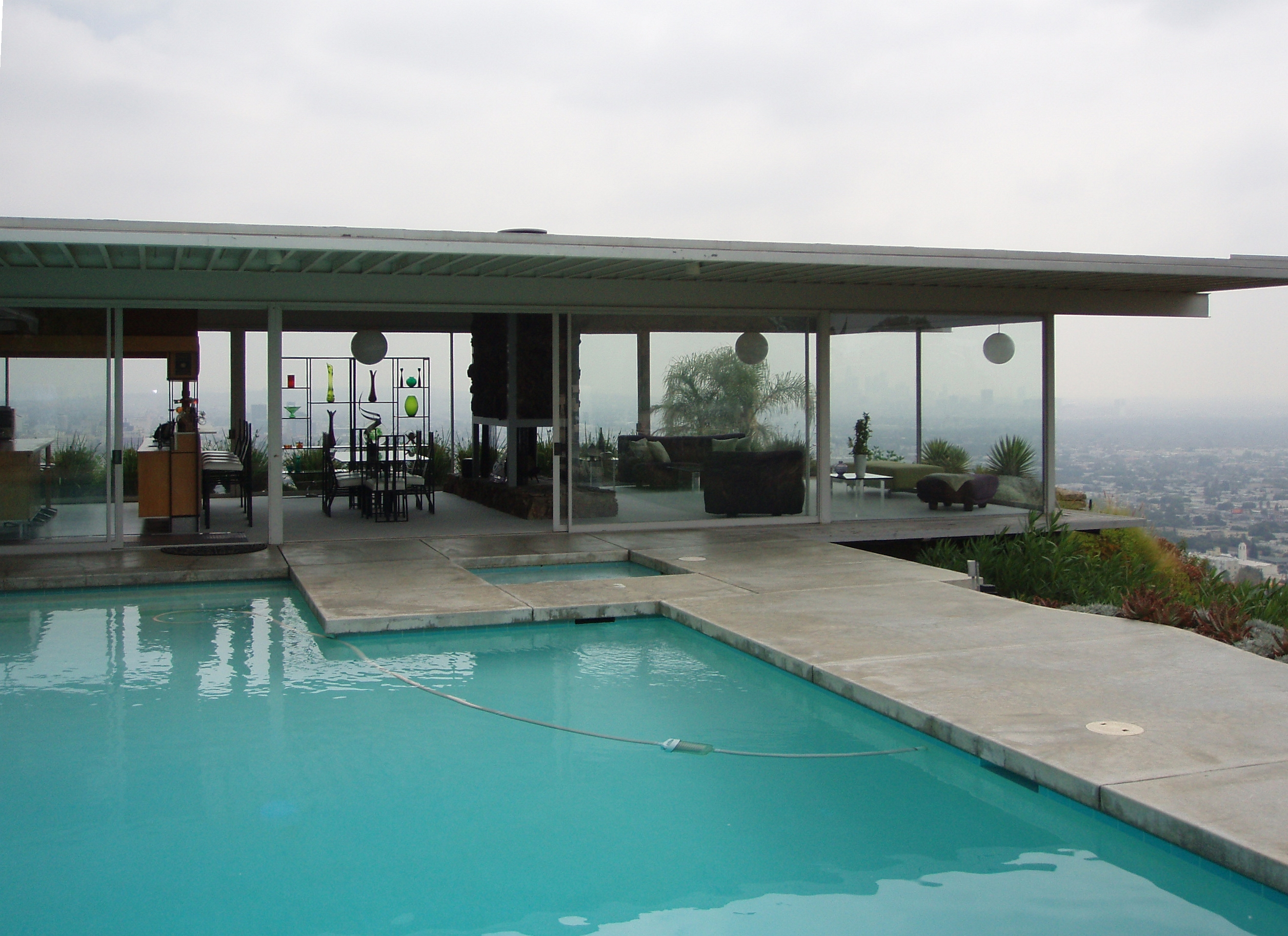
Stahl House

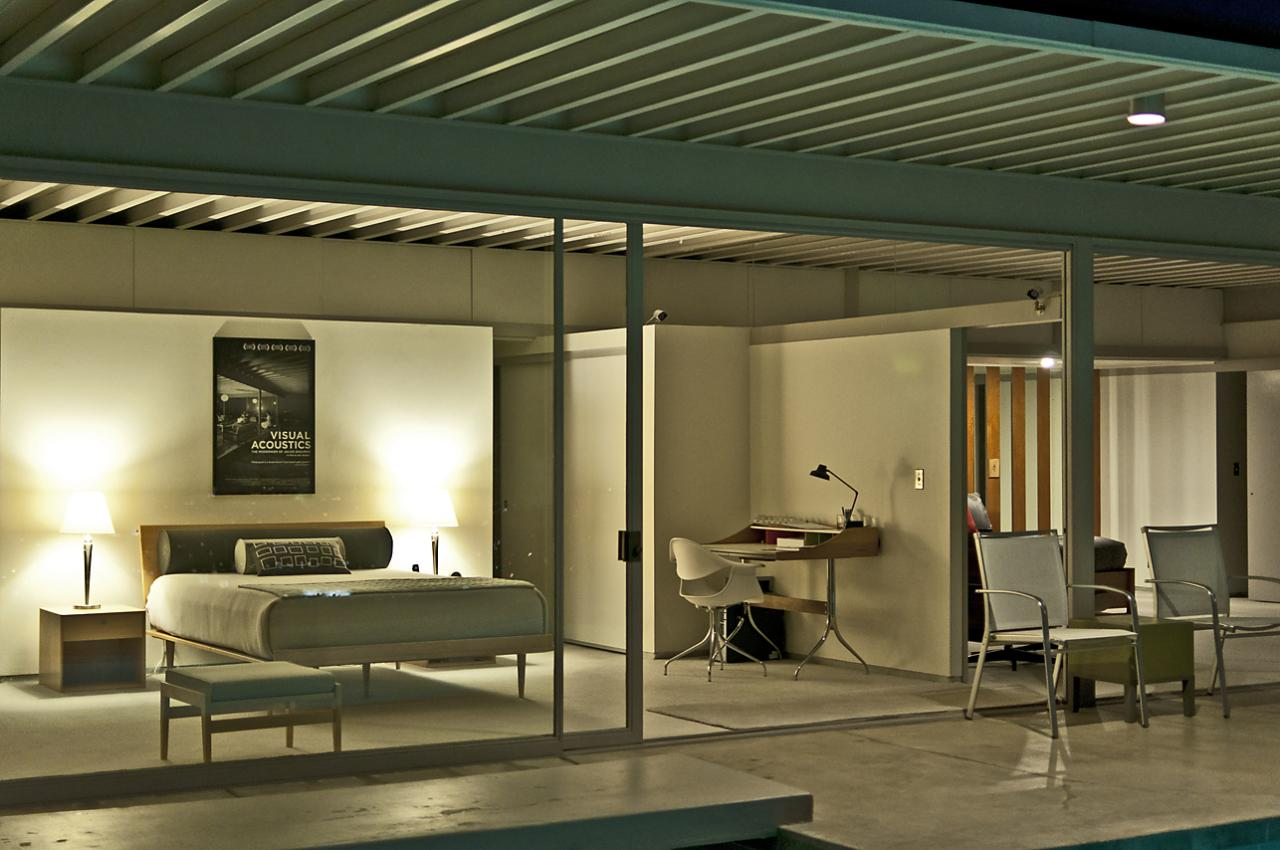
Interieur

Stahl House is een woning te Los Angeles die werd gebouwd in 1959-1960 naar plannen van architect Pierre Koenig in het kader van de Case Study Houses. Het staat daarom ook bekend als Case Study House nr. 22.
Bouwheer waren Clarence (Buck) Stahl en zijn vrouw Carlotta die het terrein in de heuvels van West Hollywood hadden gekocht in 1954. In 1957 contacteerden ze Koenig als architect voor hun toekomstige woning. Koening werkte veel met staal en glas. Het project kaderde in de Case Study Houses, opgezet door John Entenza, om functionele en modernistische modelwoningen te bouwen. Het huis met als adres 1635 Woods Drive, West Hollywood, is nog steeds in het bezit van de familie Stahl.
Het huis van 2.200 m² is gebouwd op een natuurlijk uitkijkpunt. Het heeft een L-vorm en de publieke en private delen van het huis zijn van elkaar gescheiden door een gang die de twee vleugels verbindt. Blikvanger van het huis is het zwembad met een uitzicht over Los Angeles. Het gebouw zelf is uitgepuurd en is een toonbeeld van het modernisme dat toen in zwang was in Zuid-Californië.
Stahl House werd in 1999 erkend als monument (Los Angeles historic-cultural Monument) en werd in 2013 ingeschreven in het nationaal register van historische plaatsen.

## Iconografie
Het Stahl House is het bekendst van een foto van Julius Shulman (1910-2009) die twee vrouwen toont die voor een grote glazen wand van het huis zitten met het panorama van Los Angeles op de achtergrond. Het huis diende ook als decor in de films Smog (1962), The marrying Man (1991), Playing by Heart (1998), Corinna, Corinna (1994), Nurse Betty (2000), Where the Truth Lies (2005) en Knight of Cups (2015), en in verschillende televisieseries, zoals de eerste aflevering van Columbo (1967).